# Mindaugas Kuzminskas
Mindaugas Kuzminskas (nascut el 10 d'octubre de 1989) és un jugador professional de bàsquet lituà que juga en els New York Knicks en l'NBA. Va ser candidat a l'equip nacional de bàsquet de Lituània en l'Eurobasket 2011, 2013, Mundial 2014 i Eurobasket 2015.
Va començar la seua carrera en 2006 amb el Sakalai Vilnius on va jugar durant una temporada. Per la temporada 2007–08 va anar al Perlas VIlnius. En l'estiu del 2008, va signar pel Šiauliai.
El setembre de 2009, Kuzminskas va signar amb el Žalgiris Kaunas, però es va estar una temporada més cedit al Šiauliai. En 2010, es va unir al Žalgiris i va estar a l'equip per tres temporades.